# سیارک ۲۱۵۰۹
سیارک ۲۱۵۰۹ (به انگلیسی: 21509 Lucascavin، نامگذاری:1998KL35) بیست و یک هزار و پانصد و نهمین سیارک کشف شده‌است که در ۲۲ مه ۱۹۹۸ کشف شد.
قدر مطلق سیارک برابر ۱۳.۵ است.